# Yaginumaella medvedevi
Yaginumaella medvedevi är en spindelart som beskrevs av Prószynski 1979. Yaginumaella medvedevi ingår i släktet Yaginumaella och familjen hoppspindlar. Inga underarter finns listade i Catalogue of Life.